# Teinopodagrion lepidum
Teinopodagrion lepidum – gatunek ważki z rodziny Megapodagrionidae. Występuje na północy Ameryki Południowej; jest endemitem wschodniej części Kordyliery Nadbrzeżnej w północnej Wenezueli.